# Holländische Heide
Holländische Heide ist eine Ortslage im Norden der bergischen Großstadt Wuppertal.

## Lage und Beschreibung
Die Ortslage liegt auf einer Höhe von 257 m ü. NHN an der gleichnamigen Straße in der Mitte des Wohnquartiers Nevigeser Straße im Stadtbezirk Uellendahl-Katernberg. Benachbarte Ortslagen sind Acker, Am Anschlag, Schützenhof, Lehmbruch, Dreckloch, Hölle, Kuckelsberg und das unmittelbar östlich daneben liegende Am Bredtchen.

## Geschichte
Die Ortslage ist aus einem Kotten hervorgegangen, der bereits 1659 als des Holländers Heide urkundlich erwähnt wurde. Es ist zu vermuten, dass diese Bezeichnung auf einen Besitzer diesem Namens oder auf einen aus Holland stammenden Eigentümers hinweist. Der Kotten ist als H.Heide auf der Topographia Ducatus Montani des Erich Philipp Ploennies aus dem Jahre 1715 verzeichnet. 
1832 gehörte Holländische Heide zur Katernberger Rotte des ländlichen Außenbezirks des Kirchspiels und der Stadt Elberfeld. Der laut der Statistik und Topographie des Regierungsbezirks Düsseldorf als Handwerkerwohnung kategorisierte Ort wurde als an der holländische Heide bezeichnet und besaß zu dieser Zeit vier Wohnhäuser und vier landwirtschaftliche Gebäude (das abgebildete Gebäude wurde im Dezember 2013 abgetragen). Zu dieser Zeit lebten 43 Einwohner im Ort, davon 13 katholischen und 30 evangelischen Glaubens. Für 1815/16 wird keine Einwohnerzahl genannt.